# Reziduális dipoláris csatolás
Reziduális dipoláris csatolás vagy maradék dipoláris csatolás egy molekula két spinje között akkor lép fel, ha a molekulák az oldatban részlegesen rendeződnek, így a térben anizotróp dipoláris csatolások nem átlagolódnak ki teljesen.
A molekulák részleges irányba rendeződése az anizotróp mágneses kölcsönhatások részleges kiátlagolódásához vezet, ilyenek például a mágneses dipól-dipól kölcsönhatás (dipoláris csatolás), a kémiai eltolódás anizotrópia vagy az elektromos kvadrupól kölcsönhatás. Az ebből származó maradék anizotróp mágneses kölcsönhatások egyre fontosabbá válnak a biomolekuláris NMR-spektroszkópiában.

## Történet és úttörő munkák
Az NMR-spektroszkópiát részlegesen rendezett közegben 1963-ban fedezték fel, és csupán egy évvel később Alfred Saupe egy alapvető fontosságú cikkben bemutatta az elméletet, mellyel leírható és megérthető a megfigyelt jelenség. Ez után számos különféle folyadékkristály fázisban felvett NMR-spektrumot közöltek.
Egy második technika a részleges rendeződésre, melyet nem korlátoz a minimális anizotrópia, a feszültség okozta rendeződés gélben (SAG: strain-induced alignment in a gel), Deloche és Samulski úttörő munkája nyomán. A technikát széles körben használták polimer gélek tulajdonságainak tanulmányozására nagy felbontású deutérium NMR-módszerrel, de csak nemrégiben kezdték alkalmazni gélben oldott molekulák RDC-inek mérésére. A technika lehetővé teszi a rendeződés mértékének korlátlan változtatását, és vizes valamint szerves oldószerekkel is alkalmazható a felhasznált polimertől függően. Például beszámoltak már RDC-mérésekről CDCl3-ban duzzadt, nyújtott polisztirol gélben, mint ígéretes rendezett közeg.
1995-ben James H. Prestegard és munkatársai bemutatták, hogy bizonyos fehérjék (esetükben cianometmyoglobin, mely nagy mértékben anizotróp paramágneses szuszceptibilitással rendelkezik) nagy térerőn felvett NMR-spektrumaiból olyan adatok nyerhetők, melyek kiegészítik az NOE-ket a harmadlagos szerkezet meghatározásában.
1996-ban és 1997-ben Adriaan Bax és munkatársai megmérték egy diamágneses fehérje (ubiquitin) RDC-it, és az eredmények jó egyezést mutattak a kristályszerkezettel.

## Fizika
A két atommag közötti maradék dipoláris csatolás az atommagok távolságától függ, illetve a kötésvektoruk és a külső mágneses tér által bezárt szögtől. Két spin (I és S) dipoláris csatolásának Hamilton-operátora:
{\displaystyle H_{D}={\frac {\hbar \gamma _{I}\gamma _{S}}{4\pi ^{2}r_{IS}^{3}}}[1-3cos^{2}\theta ](3I_{Z}S_{Z}{\overrightarrow {I}}\cdot {\overrightarrow {S}})}
ahol
- {\displaystyle \hbar } a redukált Planck-állandó
- {\displaystyle \gamma _{I}} és {\displaystyle \gamma _{S}} az I és S spinek giromágneses állandói
- {\displaystyle r_{IS}} a spinek közötti távolság
- {\displaystyle \theta } a spinek kötésvektora és a külső mágneses mező által bezárt szög
- {\displaystyle {\overrightarrow {I}}} és {\displaystyle {\overrightarrow {S}}} a spin operátorok vektorai

A fenti egyenlet átírható az alábbi formába:
{\displaystyle H_{D}=D_{IS}(\theta )[2I_{z}S_{z}-(I_{x}S_{x}+I_{y}S_{y})]}
ahol
{\displaystyle D_{IS}(\theta )={\frac {\hbar \gamma _{I}\gamma _{S}}{4\pi ^{2}r_{IS}^{3}}}[1-3cos^{2}\theta ]}
Egy izotróp oldatban a molekuláris bukdácsolás (tumbling) DIS átlagos értékét 0-ra csökkenti, ezért nem figyelhető meg dipoláris csatolás. Ha az oldat nem izotróp, DIS átlagos értéke eltérhet 0-tól, és reziduális csatolást tapasztalhatunk.
Vegyük észre, hogy a maradék dipoláris csatolás értéke lehet pozitív vagy negatív, attól függően, milyen szögtartományban mérjük.
Az RDC-k nem csak statikus információt szolgáltatnak a szögekről és a távolságokról, hanem a molekula belső mozgásáról is képet kaphatunk. A molekula minden atomjához hozzárendelhetünk egy B mozgási tenzort, melyek az RDC-kből lehet kiszámolni az alábbi egyenlet segítségével:
{\displaystyle D_{IS}=-{\frac {\mu _{0}\gamma _{I}\gamma _{S}h}{(2\pi r_{IS})^{3}}}BA}
ahol
A molekuláris rendezettségi tenzor. B sorai minden egyes atom mozgási tenzorát tartalmazzák. A mozgási tenzoroknak is 5 szabadsági foka van. Minden mozgási tenzorból 5 paraméter számolható. A változók (Si2, ηi, αi, βi és γi) jelölik az i atom 5 számolható paraméterét . Si2 az i atom mozgásának nagysága; ηi az i atom mozgásának anizotrópiáját jellemzi; αi és βi a kötésvektor polárkoordinátáihoz kapcsolódnak, tetszőleges koordináta-rendszerben megadva. Ha az atom mozgása anizotróp (vagyis ηi = 0), az utolsó paraméter, γi a mozgás fő orientációját jellemzi.
Tartsuk észben, hogy az RDC-kből levezethető mozgási paraméterek lokálisak.

## Mérés
Az oldatokban végzett RDC-mérések két lépésből állnak, ezek: a molekulák rendezése és az NMR-kísérletek.
Módszerek a molekulák rendezéséhez
Diamágneses molekulák mérsékelt térerőn nem hajlamosak orientálódni, és az átlagos dipoláris csatolások értéke 0-hoz tart. Mágneses mezőben a legtöbb molekula rendelkezik előnyben részesített orientációval, mivel a legtöbbnek anizotróp mágneses szuszceptibilitási tenzora van.
A módszer olyan rendszerek esetében a legmegfelelőbb, melyek nagy mágneses szuszceptibilitási tenzor értékekkel rendelkeznek. Ilyen rendszerek a fehérje-nukleinsav komplexek, a nukleinsavak, a sok aromás aminosavat tartalmazó fehérjék, a porfirin tartalmú fehérjék és a fémkötő fehérjék.
Egy teljesen orientált molekula esetében egy 1H-15N amid csoport dipoláris csatolása 20 kHz feletti, és egy 5 Å távolságra lévő protonpár közötti csatolás ~1 kHz körüli. A mágneses mezőnek köszönhető rendeződés olyan kis mértékű, hogy a legnagyobb 1H-15N vagy 1H-13C dipoláris csatolások 5 Hz alattiak. Ezért sok különböző rendezett közeget megterveztek:
- Lipid bicellák (nagy mágneses szuszceptibilitással): a mért RDC-k száz Hz nagyságrendben voltak[19]
- Folyékony kristályos bicellák: a mért RDC-k -40 és +20 Hz között[20]
- Pálcika alakú vírusok: (nagy anizotróp mágneses szuszceptibilitás)[18][21]
- DNS nanocsövek (membránfehérjék oldásához szükséges detergensekkel kompatibilisek)[22]

NMR-kísérletek
Számos módszert kifejlesztettek már atommagok közötti csatolási állandók pontos mérésére. Két csoportra oszthatók ezek a módszerek: frekvencia alapú technikák, ahol a csúcsközepek közötti szétválást mérik a frekvencia dimenzióban, és az intenzitás alapú technikák, ahol a csatolás a rezonancia intenzitásából kapható meg, nem a felhasadásból. A két módszer kiegészíti egymást, mivel mindkettő másfajta szisztematikus hibákat hordoz.
A két csoportba tartozó NMR-kísérletek
Intenzitás alapú módszerek: kvantitatív J-modulációs kísérlet és fázismodulációs kísérlet
Frekvencia alapú kísérletek: SCE-HSQC, E.COSY és spin-állapot szelektív mérések

## Szerkezeti biológia
Az RDC mérések a fehérje vagy fehérje-komplex globális feltekeredéséről adnak információt. A hagyományos NOE alapú szerkezetmeghatározással szemben az RDC-k nagy távolságokról hordoznak információt. A molekula nanoszekundumnál nagyobb időskálán vett mozgásairól is képet kaphatunk.
A biomolekuláris szerkezet tanulmányozása

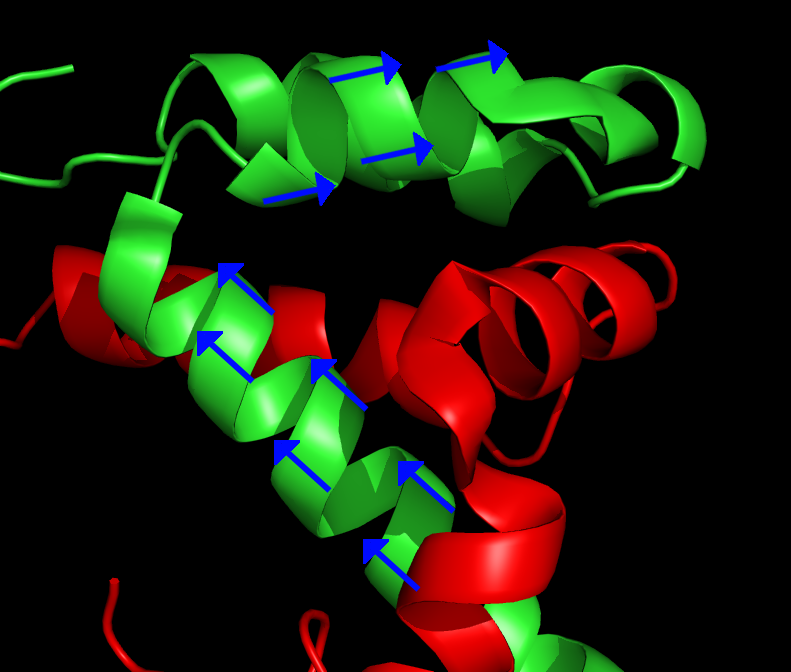
A kék nyíl a kiválasztott peptidkötések N-H kötésének orientációját jelöli. Ha elég kötés külső mágneses térhez viszonyított orientációját sikerül meghatározni, a fehérje szerkezete meghatározható. PDB 1KBH

A fehérjeszerkezet NMR-spektroszkópia segítségével történő tanulmányozása a legtöbb esetben a fehérje protonjai között fellépő nukleáris Overhauser hatás analízisén alapszik. Mivel az NOE az atommagok közötti távolság hatodik hatványával fordítottan arányos, az NOE-kből távolsági kényszerfeltételek kaphatóak, melyek felhasználhatók a szerkezetszámoláshoz. Az RDC-k orientációs kényszerfeltételeket adnak, és számos előnyük van az NOE-kkal szemben:
- Az RDC-k a külső mágneses mezőhöz viszonyított szögről adnak információt, vagyis a molekula olyan részeinek relatív orientációiról, melyek egymástól messze vannak.
- Nagy molekulákban (>25kDa) nehéz NOE-kat mérni a spindiffúzió miatt. Ez a probléma nem lép fel az RDC-k mérésénél.
- Nagyszámú NOE feldolgozása időigényes.

Amennyiben egy komplett RDC készlet rendelkezésünkre áll, számos modellrendszernél bebizonyították, hogy lehetséges a szerkezetszámolás csupán ezek alapján, az NOE kényszerfeltételek nélkül. Gyakorlatban ez nem kivitelezhető, és az RDC-ket az NOE és J-csatolás alapján számolt szerkezet finomítására használják. A dipoláris csatolások szerkezetszámolás során történő használatával kapcsolatban felmerül az a probléma, hogy nem írják le egyedileg az internukleáris vektor orientációját. Ha csak kevés áll rendelkezésre, a finomítás ront a szerkezeten. Egy N aminosavból álló fehérje esetén 2N RDC kényszerfeltétel szükséges minimálisan a pontos finomításhoz.

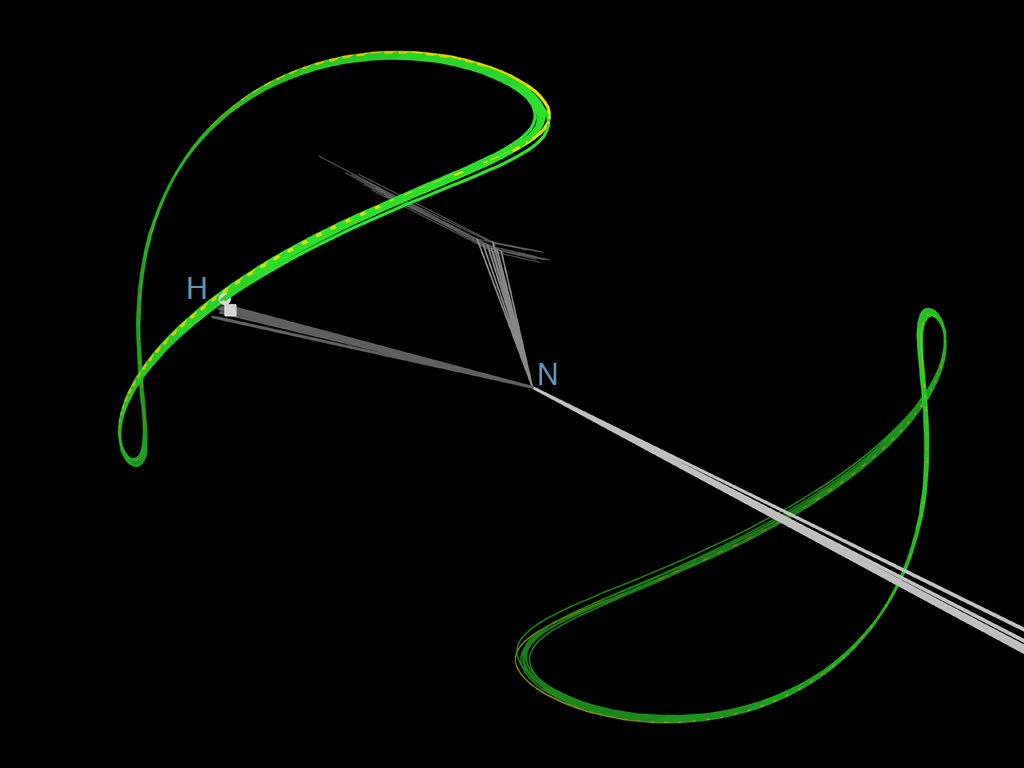
RDC célgörbék az Asp58 NH vektorához az ubiquitin szűk 10-modelles sokaságához (PDB:1D3Z)

Egy specifikus kötésvektor RDC mérésének információtartalma úgy értelmezhető, ha veszünk egy célgörbét, ami kirajzolja a tökéletes egyezést a megfigyelt RDC érték és a modell alapján számolt RDC érték között. Egy ilyen görbe (lásd az ábrán) két szimmetrikus elágazással rendelkezik, amik egy olyan gömbön helyezkednek el, amelynek poláris tengelye a mágneses tér irányába mutat. Távolságuk a gömb egyenlítőjétől a molekuláris rendezettségi tenzor aszimmetriájától függ. Ha a molekuláris rendezettség teljesen szimmetrikus lenne a mágneses tér iránya körül, a célgörbe csak két körből állna, melyek ugyanakkora szöget zárnának be a sarkokkal, mint amekkorát a specifikus kötésvektor bezár a mágneses térrel.
Egy hosszúkás molekula, mint pl. az RNS esetében, ahol a lokális torziós információ és a rövid távolságok nem adnak elég kényszerfeltételt, az RDC-mérések információt szolgáltathatnak egy adott nukleinsavon belüli specifikus kémiai kötések helyzetéről egy koordináta-rendszerhez képest. Az RNS-molekulák protonban szegények, és a ribóz rezonanciák átfedései nagyon megnehezítik a J-csatolás és az NOE adatok használatát a szerkezet-meghatározásban. 5-6 Å-nél távolabbi atommagok közötti RDC-ket is detektálhatunk, ez NOE-jel felépüléséhez túl nagy távolság. Ennek az az oka, hogy az RDC a távolság harmadik hatványával arányos fordítottan.
RDC mérések rendkívül hasznosnak bizonyultak annak meghatározásában, milyen az egymáshoz viszonyított relatív helyzete ismert szerkezetű fehérjék egységeinek. Egy szerkezeti alegység, mely lehet olyan kis méretű, mint egy turn vagy egy hélix, vagy olyan nagy, mint egy egész domén, jellemezhető alegységenként csak 5 RDC felhasználásával.
Fehérjedinamika
Mivel egy RDC térben és időben átlagolt információt ad a külső mágneses tér és a kötésvektor által bezárt szögről, geometriai információt is hordoz a fehérjék lassú mozgásairól (>10−9 s). Tolman és munkatársai azt találták, hogy korábban közölt mioglobin szerkezetek nem magyarázzák a mért RDC adatokat, így kigondoltak egy egyszerű modellt lassú dinamikai mozgásokkal, hogy ezt orvosolják.